# کاوازاکی نینجا ۳۰۰
کاوازاکی نینجا ۳۰۰ (به انگلیسی: Kawasaki Ninja 300) یک موتور سیکلت ژاپنی دوسیلندر که توسط کمپانی کاوازاکی در سال ۲۰۱۲ تولید و برای سال ۲۰۱۳ در آسیا، استرالیا، اروپا و آمریکای شمالی فروخته می‌شد. هنگام معرفی، نینجا ۳۰۰آر در برخی از بازارها جایگزین نینجا ۲۵۰آر شد و در برخی دیگر در کنار یکدیگر فروخته شدند. هنگامی که نینجا ۴۰۰ مدل ۲۰۱۸ معرفی شد، در برخی از بازارها جایگزین ۳۰۰ سی‌سی شد.
کاوازاکی نینجا ۳۰۰ (Kawasaki Ninja 300) به عنوان یکی از موتورسیکلت‌های کم‌حجم ورزشی وارد با توان و عملکرد برتر شناخته می‌شود. این موتورسیکلت، با طراحی متفاوت و توان مناسب برای کاربران مبتدی و تجربه‌کار، به عنوان یکی از موتورسیکلت‌های محبوب در دسته خود محسوب می‌شود. در این مقاله علمی، به بررسی و معرفی کاوازاکی نینجا ۳۰۰ و ویژگی‌های برجسته آن پرداخته شده است.

## جایگزینی
کمپانی کاوازاکی در تلاش برای افزایش انطباق خود با یورو ۵، نینجا ۴۰۰ را عرضه کرد که در اکثر بازارها جایگزین نینجا ۳۰۰ شد. 